# 대한민국 헌법 제49조
대한민국 헌법 제49조는 대한민국 헌법의 조항이다. 국회의원의 의무에 대해서 서술하고 있다.

## 본문
국회는 헌법 또는 법률에 특별한 규정이 없는 한 재적의원 과반수의 출석과 출석의원 과반수의 찬성으로 의결한다. 가부동수인 때에는 부결된 것으로 본다.

## 같이 보기
- 대한민국 헌법 제3장
- 대한민국 국회